# Nikarete aus Korinth
Nikarete (altgriechisch Νικαρέτη Nikarétē) war eine Bordellwirtin aus Korinth, die im 5. und 4. Jahrhundert v. Chr. lebte.
Nikarete betrieb ein gehobenes Bordell in Korinth, einer Stadt, die in der Antike für ihre florierende Prostitutionswirtschaft berühmt war. Davon zeugt das in der Literatur überlieferte Verb korinthiazein, das in etwa mit „(herum)huren“ übersetzt werden kann. Sie kaufte auf dem Sklavenmarkt von Korinth junge Mädchen und bildete diese Sklavinnen zu Hetären aus, um sie schließlich für sich arbeiten zu lassen. Nikarete gab zumindest einige dieser Mädchen als ihre Tochter aus und sorgte für die „Ausbildung“ zur Prostituierten. Durch das vorgegebene Verwandtschaftsverhältnis waren wohl höhere Preise für die Dienstleistungen der Hetären erzielbar, da freie Frauen üblicherweise begehrter waren.
Die bekannteste Hetäre Nikaretes war Neaira, die sie mit sechs anderen Mädchen kaufte und alle sieben als leibliche Töchter ausgab. Es gibt daneben noch die Vermutung, dass Nikarete möglicherweise keine reale Person war, sondern eine aus mehreren Personen (Neaira bzw. Nikarete aus Megara) entwickelte Kunstfigur oder schlicht ein Interpretations- oder Überlieferungsfehler.